# Тоджа
Тоджа́ (Тожу-Хол, устар. Тоджи-куль; тув. Тожу-Хөл) или Азас — озеро в западной части Тоджинской котловины на северо-востоке Республики Тыва, Россия.

## Этимология
Название озера происходит по описанию местности на тувинском языке, где тотж — «лиственница».

## Географическое положение
Озеро расположено в западной части Тоджинской котловины на абсолютной высоте 944 м над уровнем моря посреди массивов горно-таёжных моховых и травяно-моховых лиственничных лесов, состоящих из берёзы, ели и кедра.

## Географические характеристики
Площадь — 51,6 км², площадь зеркала воды — 41 км². Форма неправильная, озеро вытянуто на северо-восток. Длина озера составляет 16-17 км, ширина — 5-7 км. Максимальная глубина достигает порядка 30 м, средняя составляет 15-20 м, прозрачность воды — 5-8 м. Озеро пресное, вода в нём слабощелочная (8 pH). Мелководная зона с глубинами менее 4 м расположена узкой полосой вдоль северного берега озера и составляет около 10 % от его площади.
Береговая линия изрезана слабо, присутствует множество мелководных заливов. Сильная изрезанность наблюдается только в районах выхода коренных пород. Берега низкие, плавные, глубины увеличиваются постепенно. Исключение составляют зоны выхода коренных пород, где наблюдается резкое возрастание глубины. Северо-западный берег озера, на котором расположена цепь холмов, довольно крутой. Также крутые склоны присутствуют на юго-восточном берегу озера, где расположен хребет Кадыр-Эги-Тайга.
Ложе водоёма представлено галечно-валунным, а также щебнистым материалом с примесью песка. В мелководной части присутствуют плотные отложения глины, в глубоководной — ила.
На озере 7 островов, площадь которых составляет порядка 5 км². Самый крупный из них — остров Хаара длиной примерно 1,5 км.
Водоём имеет ледниковое происхождение.
Замерзает Тоджа в начале ноября, вскрывается во второй половине мая. Летом (июль) вода на поверхности озера прогревается до 19 °C, а иногда и до 26 °C. Высшие уровни воды в озере в июне, низшие в марте — апреле; размах колебаний уровня составляет 1,4 м.

### Притоки и сток
В озеро Тоджа впадает река Азас, вытекает река Тоора-Хем (правый приток Большого Енисея).

## Данные водного реестра
По данным государственного водного реестра России относится к Енисейскому бассейновому округу. Речной бассейн озера — Енисей, речной подбассейн озера — Большой Енисей, водохозяйственный участок озера — Большой Енисей от истока до Саяно-Шушенского гидроузла.
Код объекта в государственном водном реестре — 17010100111116100000189.

## Флора и фауна
В мелководной части озера в большом количестве произрастают рдесты и другая высшая водная растительность. Из надводных растений встречаются кубышка малая, кувшинки и полынь. На берегах озера произрастает ряд растений, занесённых в Красную книгу, например, башмачок крупноцветковый, башмачок настоящий, гнездоцветка клобучковая, надбородник безлистный, рябчик дагана и другие.
В лесах вокруг Тоджи гнездятся орлан-белохвост и скопа. Также в районе озера обитает ряд редких насекомых, например, аполлон обыкновенный.
Из рыб в водоёме обитают елец, ленок, налим, окунь, плотва, сиг, сорога, хариус, щука, язь.

## Археологические памятники
В 1960-х годах в районе Тоджи были обнаружены стоянки первобытного человека, датируемые VII—V тысячелетиями до н. э. Последний раз раскопки в районе озера проводились Саяно-тувинской археологической экспедицией в 1989 году.

## Охрана
Озеро является памятников природы регионального значения с 2007 года, кроме того, северо-восточная оконечность озера располагается в пределах территории государственного природного заповедника «Азас».